# 普照寺 (沁县)
沁县普照寺，是中國山西省沁縣的一個全国重点文物保护单位，位于县城西八公里郭村镇开村的开村小学内。

## 历史
普照寺创建于北魏太和二十年（496年）。清雍正年间修缮，曾为上党名刹之一，抗战期间为日军所毁，仅存大佛殿。

## 建筑
普照寺坐北朝南，原有前后两进院落，中路原有天王殿、大佛殿、观音殿，两侧有配殿等。现仅存一座大佛殿，建于金代大定年间。普照寺大殿面阔三间，进深六椽，为单檐歇山顶建築，出檐深远，檐角略上扬，斗拱朴实厚重，属于典型的宋金建筑风格。

## 保护
2006年5月25日，普照寺大殿公布为第六批全国重点文物保护单位，编号6-394，古建筑类，年代为金。